# Сарыкая, Мухаммед
Мухаммед Эмин Сарыкая (тур. Muhammed Emin Sarıkaya; родился 3 января 2002, Олту) — турецкий футболист, правый защитник клуба «Истанбул Башакшехир», выступающий в аренде за «Кечиоренгюджю».

## Клубная карьера
Воспитанник клуба «Бурсаспор». 16 мая 2018 года подписал профессиональный контракт с клубом. Два дня спустя дебютировал в основном составе «Бурсапора» в матче турецкой Суперлиги против «Генчлербирлиги» в возрасте 16 лет, 4 месяцев и 15 дней, став первым игроком турецкого чемпионата, родившимся в 2002 году.
2 сентября 2019 года подписал трёхлетний контракт с клубом «Истанбул Башакшехир». 4 декабря 2019 года дебютировал в основном составе «Истанбул Башакшехир» в матче Кубка Турции против «Хекимоглу Трабзон».

## Карьера в сборной
Выступал за сборные Турции до 15, до 16, до 17, до 18 и до 19 лет.